# Богинка
Богинка је женски демонолошки лик, који је познат у Малопољској, тачније у јужној Мазовији, у областима пољско-украјинског и пољско-словачког пограничног подручја (Орава, Спиш). Главне функције богиње су прогон породиља и трудница, отмица и замена деце. 

## О Богинки
Код Словака Богинка је сматрана злим духом шуме са атрибутима духова природе. У веровањима Ораве, Спише и посебно Замагурја, богиња је описана као зло, ружно створење са високом незграпном фигуром, несразмерно великом главом, натеченим стомаком, кривим ногама, црним зубима, великим грудима које су јој биле пребачене преко рамена. Могла је бити приказана и потпуно супротно као прелепа нага жена.  Богиња се могла појавити и у лику животиња, као што су мачке, пси, жабе итд, могла се појавити као сенка или бити невидљива.  Ове богиње живе у мочварама, у близини бара, река, потока, ређе у гудурама, шумама, пољима, планинама. Појављују се ноћу по лошем времену. Средина у којој је богиња живела и карактеристике њеног изгледа одговарале су лику сличном другим словенским духовима тог подручја (руна, ђиргалица, полудница). Идеје о богињама блиске су и веровањима о русалкама, босоркама, вештици. 
Поред имена као што су пољ. boginka, boginia, ubohenka, ubogini, слч. bohynka, boginka, bohyna, укр. богині, bohynia. Богинка може да носи и називе mamuna, sybiela, diablica, czarownica, зzły duch, babula, matrona, obluda, mara, nocula, sidula, odmienic, czortowa žinka, лісниця. Богинке могу имати и властита имена (пољ. Ciacia, Lacia, Fuc, Puc; слч. Divá žena). Лик близак Богинки је Карпати, дивожена, дивља жена. 
Становници некадашње западне Галиције, знали су причу о заштитном дејству „кантариона“. Када су Богинке носиле отету жену на порођају, могла је да се ухвати за овај цвет, а богиње би, плашећи се његове моћи, љутито испустиле отету младу мајку. 